# 23262 Тіагоолсон
23262 Тіагоолсон (23262 Thiagoolson) — астероїд головного поясу, відкритий 30 грудня 2000 року.
Тіссеранів параметр щодо Юпітера — 3,511.